# Jean Galup
Pour les articles homonymes, voir Galup.
Jean Galup, né le 15 juillet 1853 à Tonneins (Lot-et-Garonne) et mort le 10 septembre 1932 dans la même commune, est un homme politique français.

## Biographie
Maire de Tonneins et conseiller général, il est sénateur de Lot-et-Garonne de 1914 à 1920. Son activité parlementaire est assez réduite, il s'occupe essentiellement des incidences de la guerre sur les relations commerciales avec les pays étrangers.

## Décorations
- Chevalier de la Légion d'honneur (décret du 25 février 1900)
- Officier de la Légion d'honneur  (décret du 8 février 1927)